# Vasik Rajlich
Vasik G. Rajlich (* 1971 in Cleveland, Ohio) ist ein tschechisch-amerikanischer Schachspieler und Computerschachprogrammierer. Er ist Internationaler Meister im Schach und der Entwickler von Rybka, einem zur Zeit der Entwicklung stärksten Schachprogramme der Welt.

## Leben
Rajlich ist von Geburt an Doppelbürger Tschechiens (bis 1992 der Tschechoslowakei) und der Vereinigten Staaten von Amerika. Er kam als Sohn tschechischer Eltern in den Vereinigten Staaten zur Welt, wuchs aber in Prag auf. Später verbrachte er einige Jahre in den Vereinigten Staaten als Student am MIT. Seit Anfang 2003 beschäftigt er sich mit Schachprogrammierung, seit Mitte 2005 arbeitete er ausschließlich an seinem Programm Rybka.

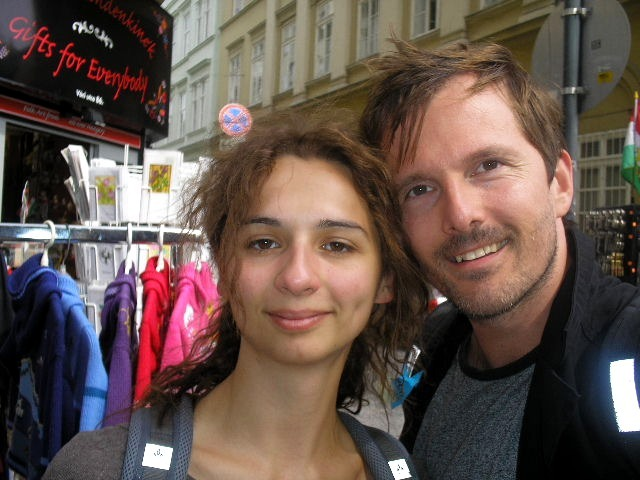
Iweta und Vasik Rajlich (2006)

In den Jahren 2007, 2008 und 2009 gewann er mit Rybka die Chess960 Computer Weltmeisterschaft bei den Chess Classic in Mainz.
Seine Frau Iweta (geborene Radziewicz) trägt genau wie Vasik den Titel eines Internationalen Meisters. Sie hilft durch Testen von neuen Versionen bei der Entwicklung von Rybka. Nach dem Erscheinen von Rybka 3 im August 2008 sind die Rajlichs aus den USA nach Polen übersiedelt.
Nach Plagiatsvorwürfen wurde Rybka seit 2011 nicht mehr weiterentwickelt. 2015 trat Rajlich wieder als Programmierer von Fritz 15 in Erscheinung. 
Vasik Rajlich wird bei der FIDE als inaktiv geführt, da er seit der Saison 2007/08 der britischen Four Nations Chess League keine Elo-gewertete Partie mehr gespielt hat. Seit Juni 2023 ist Rajlich für den polnischen Schachverband spielberechtigt.